# Sjælsø Rundt
Sjælsø Rundt er Danmarks største og ældste motionscykelløb, der finder sted årligt omkring Sjælsø i Nordsjælland. Cykelløbet har cirka 8.000 deltagere, som kan vælge mellem distancer på 33 km, 50 km eller 128 km. Ruterne udgår alle fra Hørsholm midtpunkt ved Hørsholm kirke
Løbet blev afholdt første gang i 1970 og blev etableret af Berlingske Tidende. Fra 2004 blev det arrangeret af Danmarks Cykle Unions Distrikt Sjælland. Efter en pause i 2008 har løbet siden 2009 været arrangeret af Veggerby Sport & Kultur. 